# Uroš Grilc
Pour les articles homonymes, voir Grilc.
Uroš Grilc (né en 1968) est un homme politique slovène.

## Biographie
Il étudie au sein du département de philosophie, faculté des Arts de l'université de Ljubljana dont il est titulaire d'un doctorat en 1993. En 1996, dans le cadre d'une bourse de 3e cycle, il rencontre Jacques Derrida à Paris. En 1998, il obtient son doctorat avec une thèse dirigée par Slavoj Žižek. En 2000, il intègre le ministère de la Culture slovène dont il devient le chef de la division Livres et Librairies en 2004. En 2007, il devient le chef du département de la culture de la municipalité de Ljubljana. En 2013, il devient ministre de la Culture du gouvernement slovène de Alenka Bratušek.